# Jules Baillarger

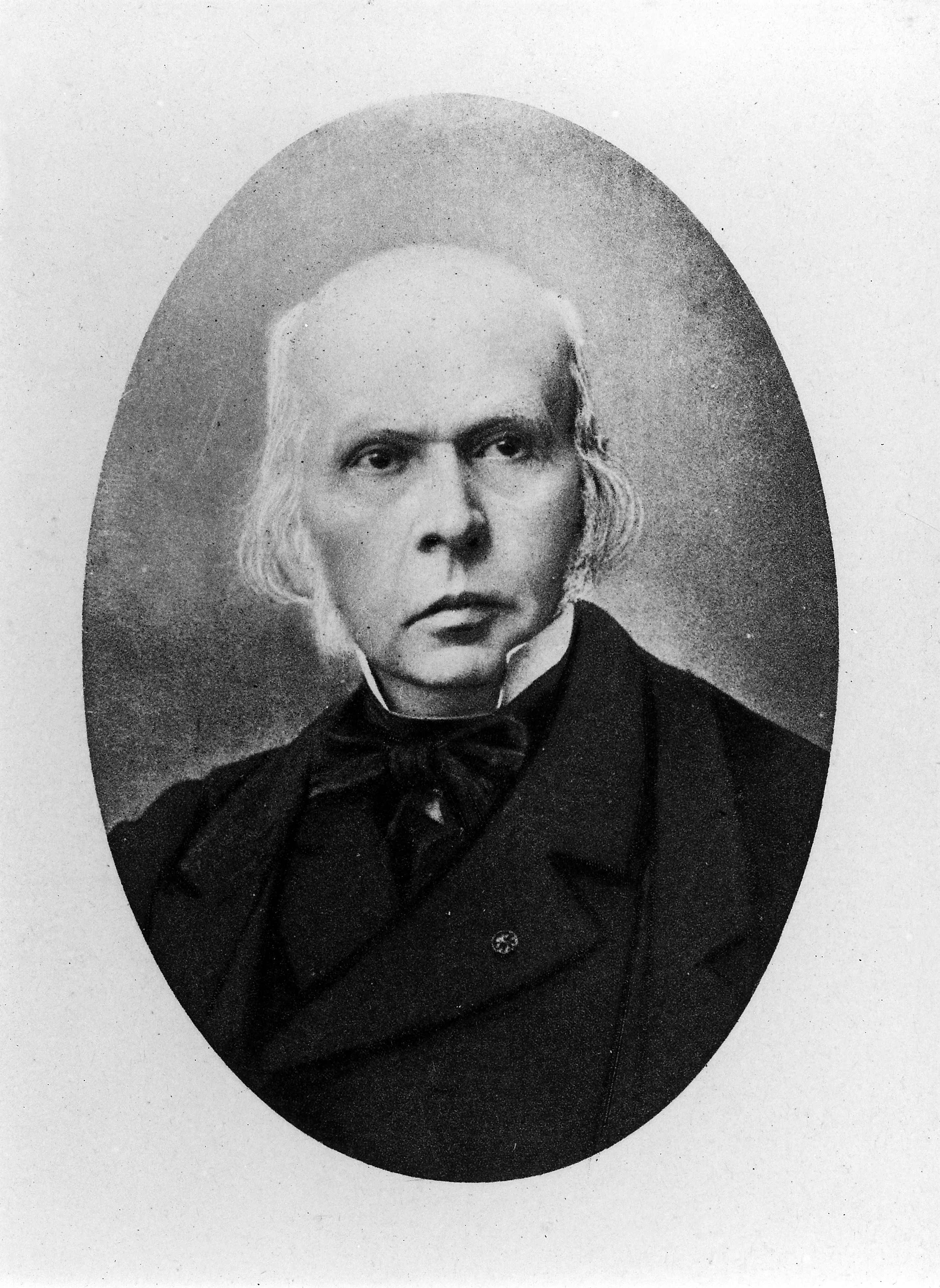
Jules Baillarger

Jules Gabriel François Baillarger (ur. 25 marca 1809 w Montbazon, zm. 31 grudnia 1890 w Paryżu) – francuski lekarz neurolog i psychiatra, współzałożyciel czasopisma „Annales médico-psychologiques”, autor klasycznego opisu zaburzenia afektywnego dwubiegunowego (które nazwał folie à double forme).